# 香蕉啤酒

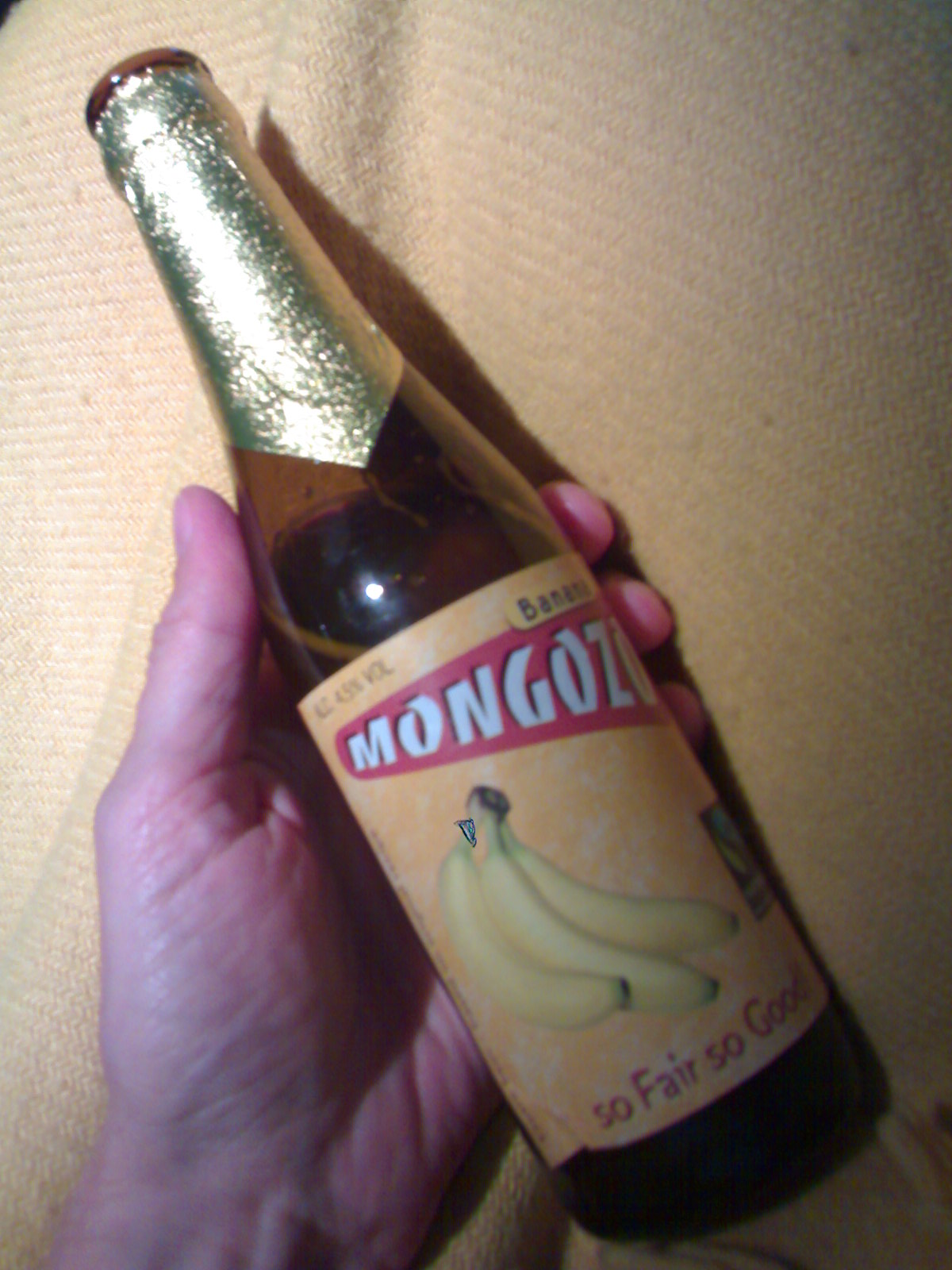
Mongozo牌香蕉啤酒

香蕉啤酒，由搗碎的香蕉發酵而成的啤酒，會加入高粱、雜穀或玉米粉作野生酵母，於非洲東部如烏干達、剛果民主共和國、肯雅、盧旺達等國家尤其受歡迎。